# Franciszek Fabry
Franciszek Fabry (ur. 18 kwietnia 1867 w Bóbrce Małopolskiej, zm. 1940) – tytularny generał brygady Wojska Polskiego.

## Życiorys
Franciszek Fabry urodził się 18 kwietnia 1867 roku w Bóbrce Małopolskiej, w rodzinie Franciszka i Anieli z Missiewiczów. Ukończył C. K. Gimnazjum w Brzeżanach. W 1890 roku rozpoczął służbę w cesarskiej i królewskiej armii. Dowodził kompanią, batalionem i pułkiem piechoty, po czym przeniesiony został do korpusu oficerów wojsk kolejowych.
Od 18 listopada 1918 w Wojsku Polskim. Początkowo był szefem Oddziału Transportów Polowych w Dowództwie „Wschód”, a 13 lutego 1919 wyznaczony został na stanowisko szefa Centralnego Zarządu Kolei Wojskowych. Następnie zajmował stanowiska dowódcy Etapów 6 Armii i inspektora służby transportowej przy Oddziale IV Sztabu Ministerstwa Spraw Wojskowych. 22 maja 1920 roku został zatwierdzony z dniem 1 kwietnia 1920 roku w stopniu pułkownika piechoty, w grupie oficerów byłej armii austro-węgierskiej. Pełniąc służbę w Ministerstwie Spraw Wojskowych jego oddziałem macierzystym był 52 Pułk Strzelców Kresowych w Złoczowie. 1 września 1921 roku przeniesiony został do dyspozycji szefa Sztabu Generalnego, a następnie szefa Departamentu X Ministerstwa Spraw Wojskowych. Od 9 października 1921 roku przebywał na leczeniu szpitalnym, a później na urlopie zdrowotnym. Z dniem 1 sierpnia 1922 roku przeniesiony został w stan spoczynku z prawem noszenia munduru, w stopniu pułkownika.
26 października 1923 roku Prezydent RP Stanisław Wojciechowski zatwierdził go w stopniu tytularnego generała brygady.
Po przejściu na emeryturę mieszkał we Lwowie, a później w Jaworznie. W 1939 roku mieszkał we Lwowie przy ulicy Dembińskiego 18.
Był żonaty z Marią Reindl (ur. w 1887 roku we Lwowie, zm. w 1974 roku w Sopocie). Został zamordowany przez NKWD.